# نجوى بيليزل
نجوى بيليزل (Najoua Belyzel)، (الاسم الحقيقي: نجوى مزوري)، ولدت يوم 15 ديسمبر 1981 بمدينة نانسي بفرنسا من أصل مغربي، وهي مغنية بوب روك/إلكترونيك.